# Gunnar Wingård

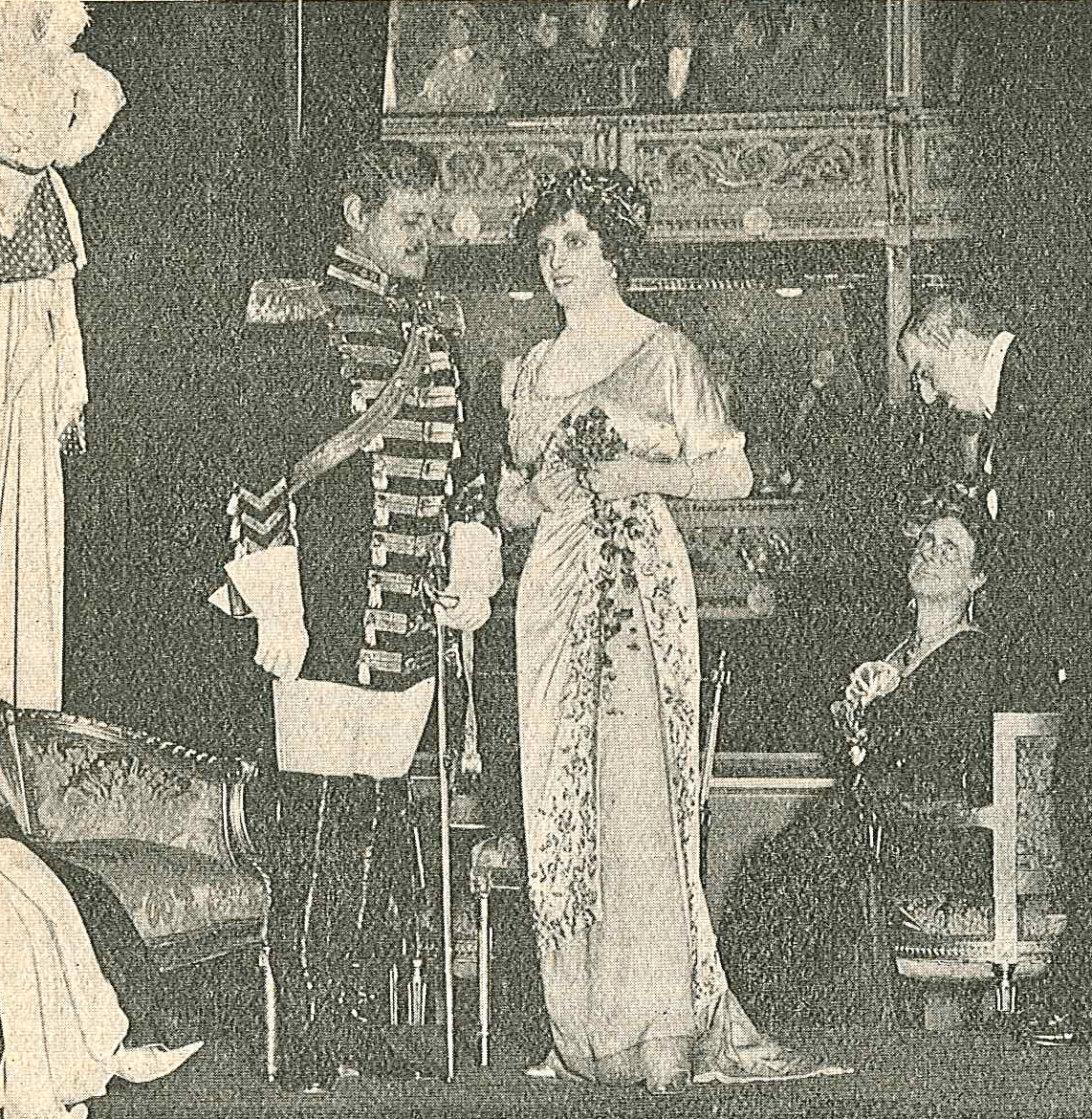
Gunnar Wingård och Pauline Brunius i Ferenc Molnárs pjäs Gardesofficeren på Svenska Teatern hösten 1911.

Anders Gunnar Wingård, född 30 september 1878 i Hedvig Eleonora församling, Stockholm, död 7 oktober 1912 i Stockholm, var en svensk skådespelare. 

## Biografi
Gunnar Wingård var son till Johan Alfred Wingård (1839–18??) och Anna Aurora Ulrika Charlotta Bergenstråle (1849–1900), han hade två syskon: Nils Åke (1875–1922) och Elsa Maria Ulrika (1876–1903).
År 1902 engagerades Wingård vid Svenska teatern i Helsingfors, och 1906 gjorde han sin entré på Vasateatern i Stockholm. Gunnar Wingård var även engagerad vid Svenska Teatern i Stockholm. 
Wingård gifte sig 24 maj 1908 med skådespelaren Harriet Bosse och de fick en son, men äktenskapet blev kort och de skildes redan 1911. 
Året efter separationen begick Wingård självmord eftersom han "var så ensam och övergiven", som han skrev i sitt avskedsbrev. Jordfästningen ägde rum den 10 oktober 1912.

## Teater

### Roller (ej komplett)
| År   | Roll               | Produktion | Regi             | Teater                     |
| ---- | ------------------ | --- | ---------------- | -------------------------- |
| 1906 | Statsprokuratorn   | Rosenlogen Rudolph Lothar                                                                                                  |                  | Vasateatern                |
| 1906 |                    | Älskaren från Brasilien Lucien Armont                                                                                      |                  | Vasateatern                |
| 1907 | Prins Karl Henrik  | Gamla Heidelberg Wilhelm Meyer-Förster                                                                                     |                  | Svenska teatern, Stockholm |
| 1907 | Mats               | Kronbruden August Strindberg                                                                                               | Victor Castegren | Svenska teatern, Stockholm |
| 1907 | Prins Henrik       | Henrik IV William Shakespeare                                                                                              |                  | Svenska teatern, Stockholm |
| 1907 | Johannes           | Johannes Hermann Sudermann                                                                                                 |                  | Svenska teatern, Stockholm |
| 1908 | Maken              | Tjuven Max Bernstein |                  | Svenska teatern, Stockholm |
| 1908 | Gustav III         | Två konungar Ernst Didring                                                                                                 |                  | Svenska teatern, Stockholm |
| 1908 | Löjtnanten         | Under epåletten Arthur Bernède                                                                                             |                  | Svenska teatern, Stockholm |
| 1908 | Jerôme de Govain   | Simson Henry Bernstein |                  | Svenska teatern, Stockholm |
| 1908 | Frank Gardner      | Mrs Warrens yrke George Bernard Shaw                                                                                       |                  | Svenska teatern, Stockholm |
| 1908 | Bildhuggaren       | Karen Borneman Hjalmar Bergstrøm                                                                                           |                  | Svenska teatern, Stockholm |
| 1908 |                    | Dörren på glänt Oscar Blumenthal och Gustav Kadelburg                                                                      |                  | Svenska teatern, Stockholm |
| 1909 | Kay Seydenitz      | Den röda hanen Palle Rosenkrantz                                                                                           |                  | Svenska teatern, Stockholm |
| 1909 | Gerald Halstane    | Mrs Dot W. Somerset Maugham                                                                                                | Karl Hedberg     | Svenska teatern, Stockholm |
| 1909 | Hertig Magnus      | Bjälbojarlen August Strindberg                                                                                             | Victor Castegren | Svenska teatern, Stockholm |
| 1909 | Manson, hovmästare | Tjänaren i huset Charles Rann Kennedy                                                                                      | Victor Castegren | Svenska teatern, Stockholm |
| 1909 |                    | Moral Ludwig Thoma |                  | Svenska teatern, Stockholm |
| 1909 | Veit van Emden     | Trohetseden Oscar Blumenthal                                                                                               |                  | Vasateatern                |
| 1909 | Richard Dugeon     | Djävulens lärjunge George Bernard Shaw                                                                                     | Karl Hedberg     | Svenska teatern, Stockholm |
| 1909 | Camillo            | En vintersaga William Shakespeare                                                                                          |                  | Svenska teatern, Stockholm |
| 1910 | Assessorn          | Kärlekens krokvägar Tor Hedberg                                                                                            |                  | Svenska teatern, Stockholm |
| 1910 |                    | Den bergtagna Ernst Ahlgren och Axel Lundegård                                                                             |                  | Svenska teatern, Stockholm |
| 1910 | Nils Ehrensköld    | Nils Ehrensköld Gustaf von Horn                                                                                            |                  | Svenska teatern, Stockholm |
| 1910 | Alexander Borne    | Örnarna Ernst Didring | Karl Hedberg     | Svenska teatern, Stockholm |
| 1910 |                    | Chokladdockan Paul Gavault                                                                                                 |                  | Svenska teatern, Stockholm |
| 1910 |                    | Högre politik Richard Skowronnek                                                                                           |                  | Svenska teatern, Stockholm |
| 1910 |                    | De ungas förbund Henrik Ibsen                                                                                              |                  | Svenska teatern, Stockholm |
| 1910 |                    | Konserten Hermann Bahr |                  | Svenska teatern, Stockholm |
| 1910 | Greve Ruthenstolpe | Min nièce Gustaf von Horn                                                                                                  |                  | Svenska teatern, Stockholm |
| 1911 | Prins Karl Henrik  | Gamla Heidelberg Wilhelm Meyer-Förster                                                                                     |                  | Svenska teatern, Stockholm |
| 1911 | Max Piccolomini    | Wallenstein Friedrich Schiller                                                                                             | Gunnar Klintberg | Svenska teatern, Stockholm |
| 1911 | Gösta Berling      | Gösta Berlings saga Selma Lagerlöf                                                                                         | Albert Ranft     | Svenska teatern, Stockholm |
| 1911 | Kapten Brandt      | Kärlekens ögon Johan Bojer                                                                                                 |                  | Svenska teatern, Stockholm |
| 1911 |                    | En hustru för mycket Francis de Croisset                                                                                   | Gunnar Klintberg | Svenska teatern, Stockholm |
| 1911 | Skådespelaren      | Gardesofficeren Ferenc Molnár                                                                                              | Gunnar Klintberg | Svenska teatern, Stockholm |
| 1911 | Gunnar Herse       | Kämparna på Helgeland Henrik Ibsen                                                                                         |                  | Svenska teatern, Stockholm |
| 1911 | Julian Rolfe       | Den starkaste Clyde Fitch                                                                                                  | Gunnar Klintberg | Svenska teatern, Stockholm |
| 1911 | Jean Högqvist      | Den gamla goda tiden: Stockholmsbilder från 1830-talet Berndt Fredgren (pseudonym för Peter Fristrup och Hjalmar Selander) |                  | Svenska teatern, Stockholm |
| 1912 | Prins Erik         | Gustav Vasa August Strindberg                                                                                              |                  | Svenska teatern, Stockholm |
| 1912 |                    | Höga rättvisan Lothar Schmidt, regi Sven Söderman                                                                          |                  | Svenska teatern, Stockholm |
| 1912 | Marcus Vinicius    | Quo Vadis? Henryk Sienkiewicz                                                                                              |                  | Svenska teatern, Stockholm |
| 1912 |                    | De fem frankfurtarna Carl Rössler                                                                                          |                  | Svenska teatern, Stockholm |
| 1912 |                    | Monna Vanna Maurice Maeterlinck                                                                                            |                  | Svenska teatern, Stockholm |
| 1912 | Mr Barrington      | Det starkare könet John Valentine                                                                                          |                  | Svenska teatern, Stockholm |